# Taserman
Pour plus de détails, voir Fiche technique et Distribution.
Taserman est un film français réalisé par Mathieu Grillon et sorti en 2024. Il met en vedette : Mathieu Grillon, Capucine Anav, Magalie Vaé, JB Tatoo, Michel Mothmora, Clarisse Millet et Rémy Robert.

## Synopsis
Lorsque Arthur se fait agresser par une bande de malfrats, il décide de répliquer, en se créant un alter-ego, "Taserman".

## Fiche technique
- Titre original : Taserman
- Réalisation et scénario : Mathieu Grillon
- Producteurs : Mathieu Grillon
- Photographie : N/A
- Montage : Mathieu Grillon
- Musique : N/A
- Production : N/A
- Société de distribution :
- Pays d'origine :  France
- Langue originale : français
- Genre : action
- Format : Couleur
- Durée : 84 minutes
- Dates de sortie :
  - France : 9 avril 2024

## Distribution
- Mathieu Grillon : Arthur
- Capucine Anav : Celine
- Magalie Vaé : Nadège
- JB Tatoo : Lopez
- Michel Mothmora : le commissaire Gabri
- Rémy Robert : le gendarme
- Omar Mahcer : le Voyou de la gare

## Sortie et accueil

### Date de sortie
Le film sort le 9 avril 2024 au cinéma Cap Ciné à Blois.